# Патрин, Алексей Фёдорович

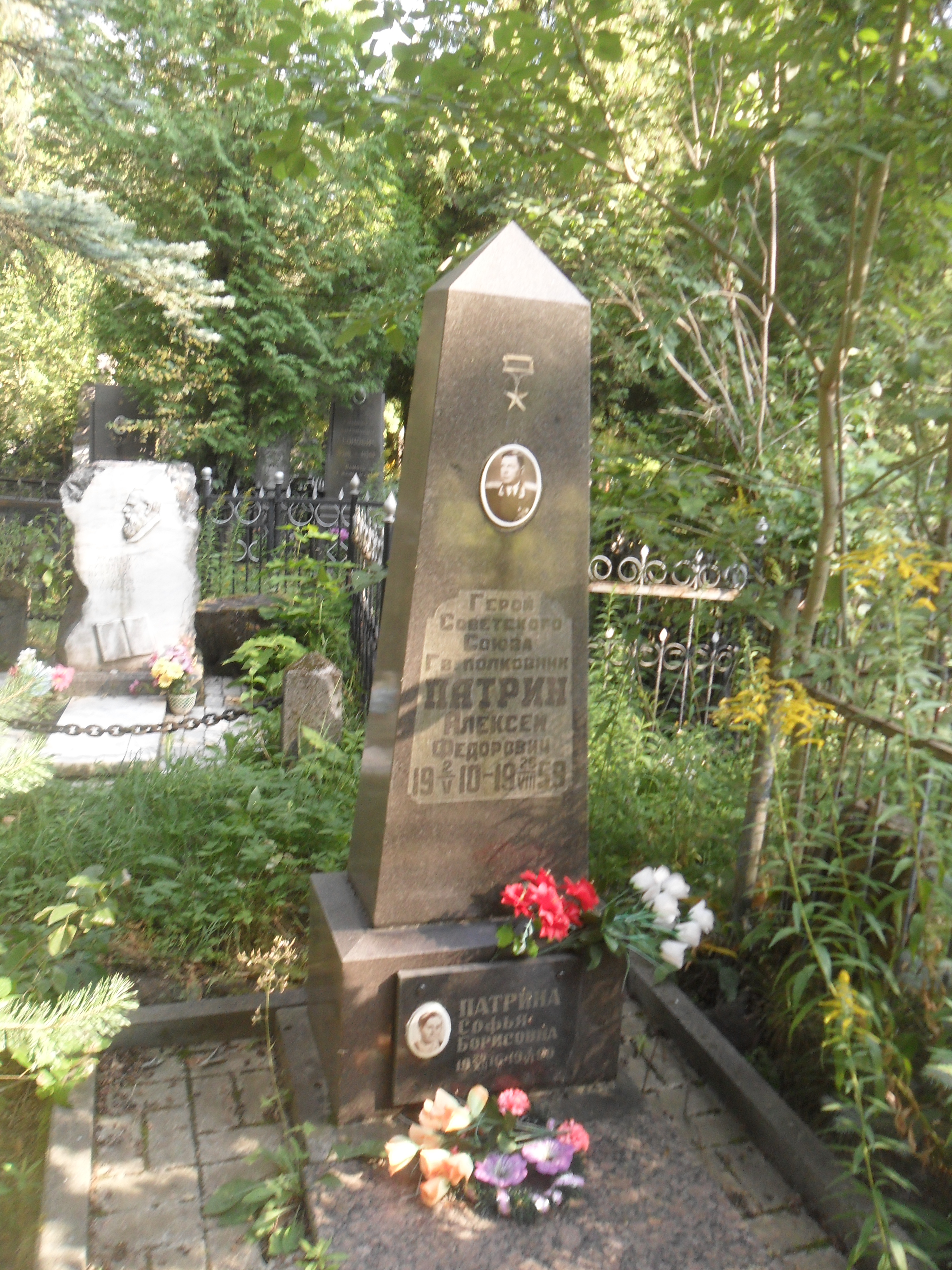
Могила Патрина на Восточном кладбище Минска.

Алексей Фёдорович Патрин (1910—1959) — полковник Советской Армии, участник Великой Отечественной войны, Герой Советского Союза (1944).

## Биография
Родился 2 мая 1910 года в селе Борское (ныне — Борский район Самарской области). После окончания восьми классов школы и двух курсов агроинститута работал прорабом-лесоводом. В 1933 году был призван на службу в Рабоче-крестьянскую Красную Армию. В 1935 году он окончил артиллерийские курсы. С мая 1942 года — на фронтах Великой Отечественной войны.
К ноябрю 1943 года майор Алексей Патрин командовал 576-м артиллерийским полком 167-й стрелковой дивизии 38-й армии 1-го Украинского фронта. Отличился во время битвы за Днепр. 3 ноября 1943 года полк под командованием Алексея Патрина своим огнём поддерживал пехотные части во время прорыва ими немецкой обороны с Лютежского плацдарма. Лично руководил огнём орудий своего полка, находясь на передовой.
Указом Президиума Верховного Совета СССР «О присвоении звания Героя Советского Союза генералам, офицерскому, сержантскому и рядовому составу Красной Армии» от 10 января 1944 года за «образцовое выполнение боевых заданий командования на фронте борьбы с немецко-фашистскими захватчиками и проявленные при этом отвагу и геройство» был удостоен высокого звания Героя Советского Союза с вручением ордена Ленина и медали «Золотая Звезда» за номером 3265.
После окончания войны продолжил службу в Советской Армии. В 1955 году в звании полковника он был уволен в запас. Проживал в Минске. Скоропостижно умер 26 августа 1959 года, похоронен на Восточном кладбище Минска.
Был также награждён тремя орденами Красного Знамени, орденом Красной Звезды и рядом медалей.
В честь Патрина названа улица в Борском.